# Jan Tuček (1916)
Jan Tuček (7. května 1916 Vídeň – 17. června 1950 Jihlava) byl český obchodník a protikomunistický odbojář. V roce 1950 byl v politickém procesu za trestné činy velezrady, vyzvědačství, spoluviny na zločinu vraždy a nedokonaného svádění k vraždě odsouzen k trestu smrti a následně popraven.

## Životopis
Narodil se v květnu 1916 rodičům Františkovi a Marii ve Vídni. Otec byl krejčí, matka byla v domácnosti. Měl rovněž jednoho bratra. V dětství vystudoval obecnou a měšťanskou školu. Poté úspěšně dokončil studium na obchodní akademii. Po ukončení studií začal pracovat jako litograf v brněnských tiskárnách Svoboda. Za Protektorátu poté působil v krejčovské dílně, kterou vlastnil jeho otec. Po konci druhé světové války založil vlastní obchod, který provozoval až do jeho znárodnění v roce 1948.
V roce 1936 se stal členem České strany národně sociální. Po únorovém převratu spolupracoval při vytváření odbojové organizace Karla Veselého. Ta působila od podzimu 1948 do července 1949 v okolí Jihlavy. Mezi její hlavní činnost patřilo shromažďování informací o politické a ekonomické situaci v zemi. Získané informace skupina posléze odesílala do zahraničí. V dubnu 1949 byl Tuček zatčen příslušníky Státní bezpečnosti a vzat do vazby v krajské věznici v Jihlavě. Původním důvodem jeho zadržení bylo podezření z přípravy na nelegální překročení státní hranice. Během svého pobytu ve vazbě zasílal přes prostředníka zprávy dalším členům odboje, ve kterých je informoval o tom, že při výsleších nic neprozradil. Členy skupiny zároveň nabádal k pokračování v odbojové činnosti. Členy organizace požádal také o to, aby jihlavskou věznici přepadli a osvobodili z ní politické vězně.
Jeho vzkazy ale byly odhaleny a Tuček byl nedlouho poté obviněn z trestných činů velezrady, vyzvědačství, spoluviny na zločinu vraždy a nedokonaného svádění k vraždě. V únoru 1950 byl za tyto činy krajským soudem v Jihlavě odsouzen k trestu smrti. Dne 16. června 1950 mu byla zamítnuta žádost o prezidentskou milost a o den později byl popraven. Téhož dne byli popraveni také František Rod a Karel Veselý.

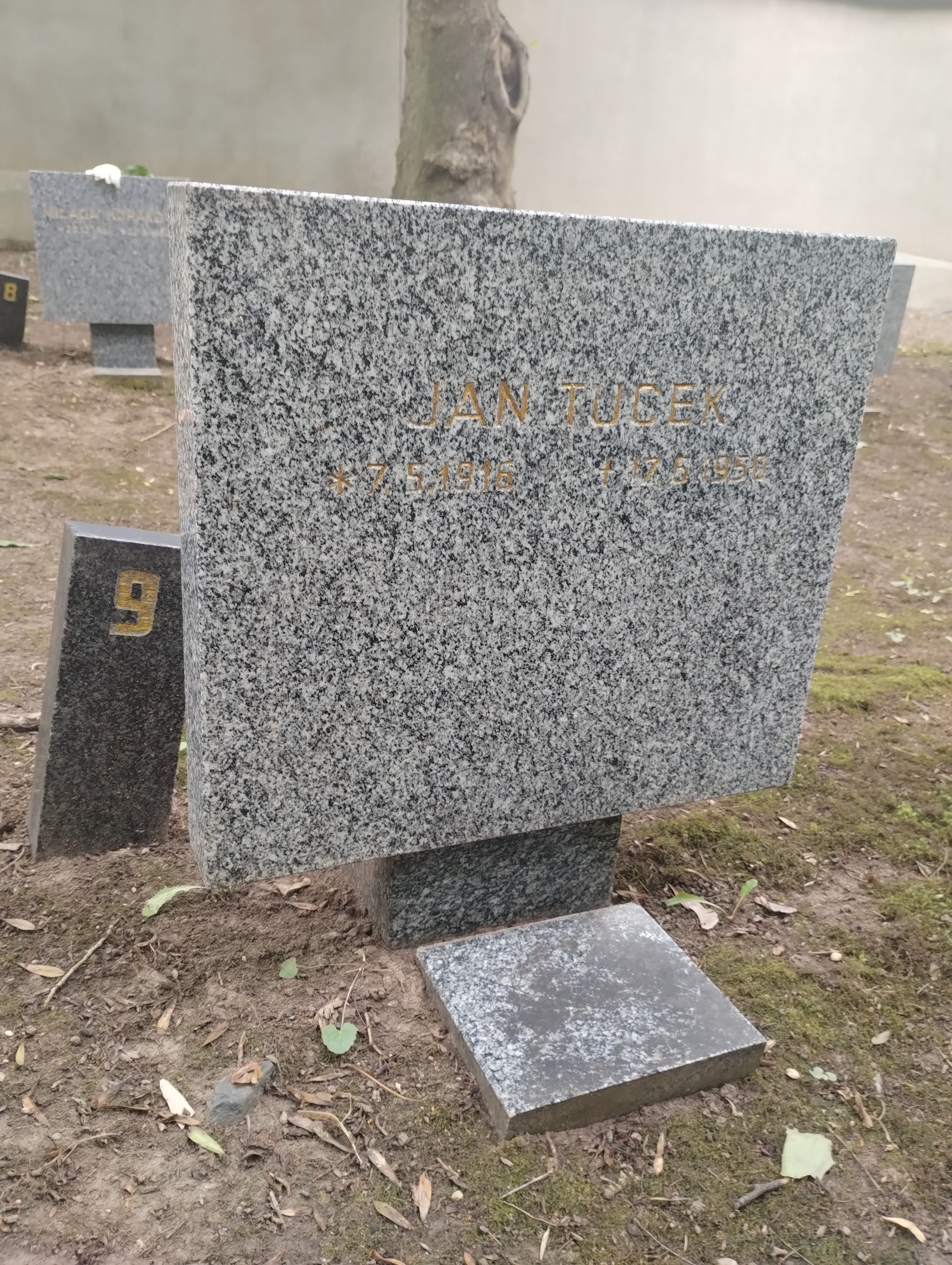
Symbolický náhrobek J. Tučka na Čestném pohřebišti v Ďáblicích

Rehabilitován byl po sametové revoluci v roce 1990. V roce 1992 mu Krajský soud v Brně zrušil také zbytkový trest ve výši pěti let. Symbolický hrob Jana Tučka se nachází na Ďáblickém hřbitově v Praze 8 na Čestném pohřebišti popravených a umučených z padesátých let – třetí odboj.